# Петрик Володимир Васильович
Володи́мир Васи́льович Пе́трик (1921, Ворона — 26 травня 2002, Ворона, Коломийський район, Івано-Франківська область) — український хореограф, постановник танців Державного гуцульського ансамблю пісні і танцю Івано-Франківської обласної філармонії, Народний артист України.

## Життєпис
Народився Володимир Васильович Петрик у селі Ворона Тлумацького повіту (тепер Коломийський район) Станіславської (тепер Івано-Франківська) області в селянській сім'ї 30 серпня 1921 року. Природа обдарувала Петрика тим, що зветься талантом: надзвичайною музикальністю, даром до танцю, співу та багатою фантазією. Не було в селі жодного фесту, великодніх забав чи весіль, де не бачили б в таці Владика. Це зіграло вирішальну роль в його подальшій творчості.
Володимир Петрик у рідному селі Ворона закінчив початкову п'ятирічку (1928 — 1933). В селі діяло 3 мистецькі гуртки: хор, драмгурток і доріст, в який ходила дітвора, що ще не доросла до 16 років долучалася до культурних надбань — співів, танців, музики. У цьому дорості Петрик не тільки виступав. Тут він уперше в житті відважився реалізувати у життя багаторічний задум та поставив «Чумацький» танець з батіжками та «Катерину». Це була його перша спроба й перше випробовування.
Закінчивши відповідні курси, Володимир був диригентом самодіяльного хору. У 1938 році батько віддає Володимира Петрика на навчання до дяка, яке він успішно завершив, бо мав гарний тенор, проте дяком так і не став.
У 1939 році на Прикарпатті в галузі культури було створено на базі самодіяльних мистецьких колективів обласного музично-драматичного театру імені Івана Франка. При театрі одразу створили акторську й балетну студії, де могла шліфувати свою майстерність театральна молодь. У цю студію до Ярослава Чуперчука і прийшов Володимир Петрик у 1939 році. Паралельно Володимир Петрик вступає на 2-й курс Станіславської чоловічої гімназії.
У березні 1940 року, наказом відділу у справах мистецтв, провели розмежування між драматичним театром і новоствореним гуцульським ансамблем як самостійною мистецькою одиницею обласної філармонії. Балетмейстер Ярослав Чуперчук, який з театру перейшов до гуцульського ансамблю і Ярослав Барнич почали укомплектовувати штати. 1940 рік Петрик зустрів уже артистом балету гуцульського ансамблю. Дуже скоро колектив зробив програму, показував її містами і селами Галичини, Покуття, а згодом в столичних містах — Києві та Москві.
З початком війни багато артистів розбіглося по своїх домівках. Володимир Петрик просто з вокзалу з усіма своїми зібраними для гастролей речами пустився додому.
Когутяк залишає театр в Станіславі і організовує новий в Коломиї, дерегентом оркестру став Євген Цисін, балетмейстер — Я. Чуперчук, який привів з собою танцюристів гуцульського ансамблю. Не забув він і про В. Петрика, запросивши його як танцюриста й виконавця сольних партій. Сценічність та темпераментність Володимира не залишились без уваги. На одному з концертів були присутні представники українського товариства з Відня, які згодом дали йому виклик-запрошення до Віденської балетної школи.
З Коломиї зібрався у Ворону до рідних попрощатися з батьками, але тут попав під облаву німців. Полонених швидко зігнали докупи, під конвоєм повели до залізничної станції.
У Відні просто неба ішов розподіл полонених на роботу. Тут на викупі були заможні люди, які потребували для себе приватно різноробочих і тому уважно слухали характеристику кожного. Коли підійшла черга до Петрика, на запитання, що вміє робити, відповів — танцювати. Ті люди, що його викуповували — винаймали, були в далекому корінні українці. Петрик згодився працювати підсобним у балетній школі і додав: «Я хочу там ще вчитися!» Тут він показав свій виклик-запрошення на навчання в балетну школу Відня.
У Відні він поглиблено вивчав анатомію, музичну грамоту, вокал, композицію, народний і класичний танці. Тут його навчили танцювати італійську тарантелу, аргентинське танго, модерний фокстрот і безліч слов'янських танців.
У 1945 році Володимир Петрик повертається в Україну. За його словами, він не зміг більше залишитися на чужині. Час, коли Володимир Васильович повертався додому, був дуже суворий. Коли поїзд проходив через Молдавію, військовий патруль забирає у нього всі документи і знімає з потяга. А згодом Петрика відправляють у вугільну шахту на Донбас. Та доля Володимира Петрика склалась так, що він зумів повернутися на свою рідну землю, в Гуцульський ансамбль пісні і танцю. Там він працював танцюристом, а з 1947 року його призначають балетмейстером-постановником.
За свої 54 роки балетмейстерської діяльності Володимир Васильович Петрик вклав внесок у розвиток хореографічного мистецтва та відродження звичаїв Прикарпаття. Його діяльність як балетмейстера, як постановника, як педагога не залишилося непомітною.
Помер Володимир Васильович Петрик 26 травня 2002 року. Похований на своїй батьківщині у селі Ворона.

## Вшанування пам'яті
У 2006 році, в рідному селі Володимира Петрика — Вороні, проходить обласне свято народної хореографії «Прикарпатські візерунки», присвячене його пам'яті.

## Доробок
Творча спадщина Володимира Петрика налічує величезну кількість постановок.
Серед найвідоміших малометражних танців:
- «Гуцулка»,
- «Гуцулка на царині»,
- «Космачанка»,
- «Прикарпатський танець»,
- «Ямницька полька»,
- «Сербин» (покутський танець),
- «Марічка»,
- «Дрібонька»,
- «Бойківчанка»,
- «Аркан»,
- «Чабани» та інші[4].

## Нагороди, премії та звання
- «Заслужений артист України» (1963)
- «Народний артист України» (1993)[5]
- орденом «Знак пошани»,
- Ленінською медаллю,
- Чотири Дипломи І ступеня від Ради міністрів України,
- Три Грамоти Міністерства культури України,
- Три Дипломи І ступеня Міністерства культури СРСР,
- Грамота Міністерства деревообробної промисловості УРСР,
- Подяка Міністерства культури за урочистий концерт майстрів мистецтв з нагоди п'ятої річниці Незалежності України від 23 серпня 1996 року.
- Президентська пенсія (2001)